# Mount Pleasant (Michigan)
Mount Pleasant település az Amerikai Egyesült Államok Michigan államában, Isabella megyében, melynek megyeszékhelye is. Lakosainak száma 21 688 fő (2020. április 1.).

## Népesség
A település népességének változása:

| 2010 | 26 016 |
| 2020 | 21 688 |